# Susanna Wiegand
Susanna Wiegand (* 1967) ist eine österreichische Schauspielerin und seit 1993 Ensemblemitglied am Theater in der Josefstadt.

## Leben und Wirken
Susanna Wiegand absolvierte ihre Schauspielausbildung an der Schauspielschule Krauss und debütierte anschließend 1993 am Theater in der Josefstadt in der Rolle der Frau Reichl im Stück Der Bockerer unter der Regie von Gernot Friedel. Neben zahlreichen Auftritten in der Josefstadt und in den Kammerspielen war sie auch im Burgtheater, im Theater an der Wien und im Theater Phönix in Linz zu Gast. Während ihres Gastvertrages am Wiener Burgtheater in der Saison 1994/1995 spielte sie die Rolle der Mara-Mara in Giorgio Strehlers Inszenierung von Pirandellos Die Riesen vom Berge. Es war die letzte Inszenierung eines Stücks durch Strehler auf einer österreichischen Bühne. Während ihrer Laufbahn als Schauspielerin hatte Wiegand zahlreiche Engagements bei Sommerfestspielen (z. B. bei den Sommerspielen Perchtoldsdorf oder beim Hexensommer auf der Waldbühne in Bromberg) und in Spielfilmen (z. B. Echte Wiener 2, Plötzlich fett! oder Narziss und Goldmund).

## Theater (Auswahl)
- als Frau Reichl in Ulrich Bechers und Peter Preses’ Der Bockerer (Regie: Gernot Friedel), Theater in der Josefstadt, 1993[3]
- als Mädchen in Rideamus’ Die lustigen Nibelungen (Regie: Otto Schenk), Kammerspiele der Josefstadt, 1993[9]
- als Emma in Ödön von Horváths Geschichten aus dem Wienerwald (Regie: Karlheinz Hackl), Theater in der Josefstadt, 1994[10]
- als Elas Cohen, Sekretärin, in Montague Marsden Glass’ und Charles Kleins Potasch und Perlmutter (Regie: Gernot Friedel), Kammerspiele der Josefstadt, 1995[11]
  - 1996 Filmaufnahme, ORF (Regie: Alexander Waechter, Michael Fischer-Ledenice), DVD[12]
- als Claux, eingeladene Dame auf dem Fest des Generals, in Georges Feydeaus Die Dame vom Maxim (Regie: Helmuth Lohner), Theater in der Josefstadt, 1995[13]
- als Burgerl in Fritz Hochwälders Der Himbeerpflücker (Regie: Klaus Rohrmoser), Theater in der Josefstadt, 1996[14]
- als Alwine Lachmann, seine Gattin, in Gerhart Hauptmanns Michael Kramer (Regie: Angelika Domröse), Theater in der Josefstadt, 1996[15]
- als Philippine, Stubenmädchen, bei Herrn von Fett, in Johann Nestroys Liebesgeschichten und Heiratssachen (Regie: Erwin Steinhauer), Theater in der Josefstadt, 1996[16]
- als Anna Holzer, Tochter, in Markus Köbelis Hölzers Peepshow (Regie: Hanspeter Horner), Rabenhof Theater, 1997[17]
- als Cherubin, ehemaliger Page des Grafen Almaviva, in Ödön von Horváths Figaro lässt sich scheiden (Regie: Luc Bondy), Theater an der Wien, 1998[18]
- als Herta Huber in Harald Gebhartls und Hakon Hirzenbergers Sitcom Menschenzoo (Regie: Hakon Hirzenberger), Theater Phönix, Linz, 2000[19]
- als Zenz, die Magd, in Anton Hamiks Der verkaufte Großvater (Regie: Teddy Podgorski), Kammerspiele der Josefstadt, 2000[20]
- als Lady Basildon in Oscar Wildes Ein idealer Gatte (Regie: Michael Gampe), Theater in der Josefstadt, 2001[21]
- als Frau Regerl, sein Weib, in Johann Nestroys Heimliches Geld, heimliche Liebe (Regie: Karlheinz Hackl), Theater in der Josefstadt, 2001[22]
- als Frau Herta, Hausgehilfin, in Thomas Bernhards Über allen Gipfeln ist Ruh (Regie: Wolf-Dietrich Sprenger), Theater in der Josefstadt, 2002[23]
- als Sabine, Köchin, in Ferdinand Raimunds Der Alpenkönig und der Menschenfeind (Regie: Hans Gratzer), Theater in der Josefstadt, 2003[24]
- als Veronika Moldaschl, Greißlerin, in Josef Wimmers und Carl Kleibers Die Gigerln von Wien (Regie: Isabella Suppanz), Kammerspiele der Josefstadt, 2003[25]
- als Dolly, in Bertolt Brechts Die Dreigroschenoper (Regie: Hans Gratzer), Theater in der Josefstadt, 2004[26]
- als Madame Müller, Kammerfrau, in Johann Nestroys Kampl (Regie: Herbert Föttinger), Theater in der Josefstadt, 2004[27]
  - 2005 Filmaufnahme, ORF (Regie: Herbert Föttinger, C. Rainer Ecke), DVD[12]
- als Mrs. Paddy in John Patricks Eine etwas sonderbare Dame (Regie: Wolf-Dietrich Sprenger), Kammerspiele der Josefstadt, 2009[28]
- als eine von zwei Tanten in Ödön von Horváths Geschichten aus dem Wiener Wald (Regie: Herbert Föttinger), Theater in der Josefstadt, 2012[29]
  - 2013 Filmaufnahme, ORF (Regie: Herbert Föttinger, André Turnheim), DVD[12]
- als Sadie in Jim Cartwrights Aufstieg und Fall von Little Voice (Regie: Folke Braband), Kammerspiele der Josefstadt, 2015[30]
- als Mrs. Baker in Bob Larbeys Schon wieder Sonntag (Regie: Helmuth Lohner), Kammerspiele der Josefstadt, 2015[31]
  - 2018 Filmaufnahme, ORF (Regie: Helmuth Lohner, Volker Grohskopf), DVD[12]
- als Mistress Quickly/Kate in Shakespeare in Love (Regie: Fabian Alder), Kammerspiele der Josefstadt, 2017[32]
- als Romana, in Arman T. Riahis, Aleksandar Petrovićs und Faris Rahomas Die Migrantigen (Regie: Sarantos Georgios Zervoulakos), Kammerspiele der Josefstadt, 2019[33]

## Filmografie (Auswahl)
- als Marie in Die spanische Fliege (Fernsehfilm), 1995
- zwei kleinere Auftritte in Kaisermühlen Blues (Fernsehserie), 1998
- als Susi in Echte Wiener 2 – Die Deppat’n und die Gspritzt’n (Kinofilm), 2010
- als Imma V. Dick in Plötzlich fett! (Fernsehfilm), 2011
- als Rezeptionistin in Schnell ermittelt (Fernsehserie), 2012
- als Bauernmagd in Narziss und Goldmund (Kinofilm), 2020
- als Friseurin in Vier Saiten (Fernsehfilm), 2020
- als Patientin in Risiken und Nebenwirkungen (Kinofilm), 2020[12]
- als Grubauerin in Letzter Saibling (Fernsehreihe), 2023